# Armero
Armero, o Armero-Guayabal, és un municipi en el departament del Tolima, Colòmbia. Segons el Departament Nacional d'Estadístiques de Colòmbia, el 2005 hi vivien 12.852 persones. La seva temperatura mitjana és de 26 °C. Va ser fundada el 1895, però no va esdevenir oficialment la seu de la regió fins al 29 de setembre de 1908, durant el mandat del president Rafael Reyes. Originalment, la ciutat es deia San Lorenzo, però el 1930, es va canviar el nom a Armero, en memòria de José León Armero, un màrtir nacional.
Atès que la regió es va convertir en el principal productor de cotó del país, la ciutat va rebre l'epítet de Ciutat Blanca de Colòmbia. Va ser una pròspera zona agrícola fins al 1985.
L'assentament original fou destruït el 13 novembre 1985 després d'una erupció del volcà Nevado del Ruiz produint lahars que van destruir la ciutat i va matar unes 23.000 persones. Aproximadament 31.000 persones vivien a la zona ens aquells moments. L'incident es va conèixer com la tragèdia d'Armero. Després de la tragèdia, es va assignar el poble de Guayabal com a seu del municipi d'Armero.
A la zona on s'ubicava la ciutat, els supervivents van crear un extens cementiri. Allà on hi havia hagut una casa, es construí una tomba amb un epitafi. D'aquesta manera, van construir una nova ciutat simbòlica anomenada El Camposanto.

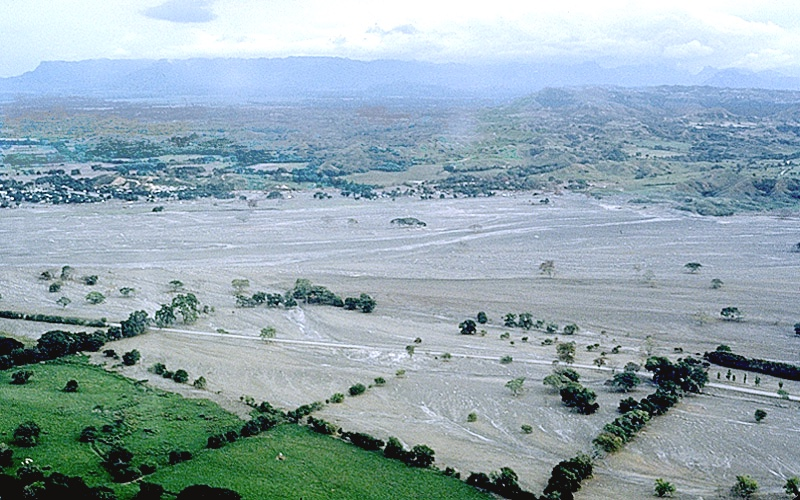
El poble d'Armero va ser arrasat per un lahar durant l'erupció del volcà Nevado del Ruiz de 1985.